# Цифровая фотограмметрическая станция
Цифровая фотограмметрическая станция (ЦФС, цифровая фотограмметрическая система) представляет собой набор специальных программных и аппаратных средств, предназначенных для фотограмметрической обработки данных дистанционного зондирования Земли, таких как аэросъёмка, космическая съёмка, лазерное сканирование, обработка данных, полученных с беспилотных летальных аппаратов.

## История создания ЦФС
В истории развития фотограмметрии выделяются четыре основные периода: мензульная фотограмметрия, аналоговая, аналитическая и цифровая фотограмметрия. Развитию цифровой фотограмметрии способствовало появление цифровых изображений. Первая цифровая фотограмметрическая система INPHO для персонального компьютера была создана в 1980 году. Вторая волна разработок приходится на начало 1990-х годов прошлого века. Первая российская ЦФС PHOTOMOD была создана в 1994 году. Третья волна создания ЦФС приходится на начало 2000-х годов. Как правило, разработками ЦФС занимались небольшие научные коллективы, со временем основавшие собственные компании. К настоящему времени небольшие компании разработчиков многих ЦФС куплены крупными компаниями геоинформационного рынка.

## Развитие ЦФС
Развитие современных цифровых фотограмметрических систем обуславливается следующими факторами:
- развитие методов дистанционного зондирования Земли[6];
- развитие компьютерной техники;
- развитие алгоритмов обработки;
- развитие компьютерных сетей.

Основное направление развития ЦФС - автоматизация процессов, исключающих ручной труд оператора, а также ускорение процессов фотограмметрической обработки данных с использованием вычислительных возможностей персональных компьютеров и компьютерных кластеров.

## Функциональные возможности ЦФС
Многие ЦФС состоят из отдельный программных модулей, отвечающих за выполнение определенных операций.
Современные ЦФС обладают схожими функциональными возможностями среди которых:
- Преобразование и обработка изображений (цветобаланс, радиометрическая коррекция, ресамплинг и др.)
- Ориентирование и триангуляция (взаимное и внутреннее ориентирование, аэротриангуляция)
- Создание и редактирование цифровых моделей рельефа и местности (построение горизонталей, структурных линий)
- Создание ортофотопланов и фотопланов
- Векторизация (в стерео и монорежиме)
- Создание цифровых карт
- Возможность проведения измерений (длин, площадей, объемов)
- Текстурирование поверхностей и объемов
- Трехмерное моделирование

### Моно и стереообработка цифровых изображений в ЦФС
Монообработка цифровых растровых снимков происходит по одиночным снимкам или блокам снимков.
Стереообработка цифровых растровых снимков возможна при наличии стереопары изображений и осуществляется в стереоскопическом режиме с использованием специальных средств: 3D-мониторов, зеркальных стерео-мониторов, обычных мониторов со стереоскопической насадкой или обычных мониторов со стереоскопическими очками (анаглифические очки).
Методы стереообработки  
- Анаглифический метод.
- Метод page-flipping (покадровый метод)
- Бинокулярный метод
- Интерлейсный метод
- Автостереоскопия
- Зеркальный метод
- Фазово-поляризационное разделение

## Выходные продукты фотограмметрической обработки
Результатом обработки являются цифровые топографические карты, ортофотопланы, цифровые модели рельефа (ЦМР) и местности (ЦММ), векторные объекты, трехмерные модели.

## Разработчики ЦФС
Среди иностранных производителей ЦФС наиболее распространены системы Imagine Photogrammetry (Hexagon), INPHO (Trimble), Summite Evolution (DAT/EM). Из российских разработок в актуальном состоянии поддерживается система PHOTOMOD. Украинскими инженерами (ДНВП "Геосистема") разработана ЦФС Delta, в России известная под названием ЦФС ЦНИИГАиК.